# Less (Unix)

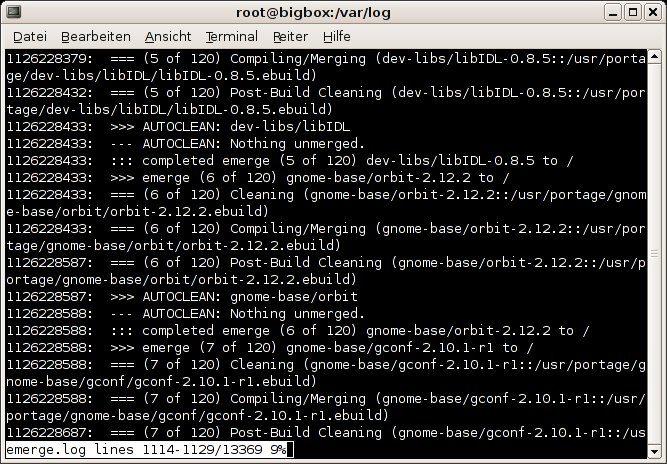
Less em uso

O comando less do sistema operacional Unix serve para mostrar arquivos texto. Possui a capacidade de exibir o arquivo de maneira paginada, com opção de rolagem para trás e para frente. Como não necessita ler todo o arquivo de entrada antes de exibi-lo, consegue maior desempenho comparado a outros visualizadores e editores quando manipulam arquivos grandes.

## Histórico
Mark Nudelman iniciou seu trabalho no less em 1983 quando teve a necessidade de utilizar uma ferramenta como o more porém com rolagem para trás. Ela também deveria suportar a leitura de arquivos de log grandes demais na época para ferramentas como vi.
O nome less veio de uma brincadeira sobre a necessidade de um "more reverso". De fato less, em português, significa menos e more significa mais, num jogo de antônimos.

## Uso
O uso mais simples é executar a ferramenta com o nome do arquivo ou o caminho e nome dele como argumento. Enquanto less visualiza o arquivo é possível fazer buscas dentro do mesmo através de alguns comandos.
Se a saída de less é redirecionada para um arquivo ou encadeamento, ele passa a executar de maneira análoga ao cat.